# نادي أوسنابروك
نادي أوسنابروك (بالألمانية: VfL Osnabrück) هو فريق كرة قدم من مدينة أوسنابروك في ألمانيا، أُسس بتاريخ 1899، يلعب في الدوري الألماني الدرجة الثالثة، في Stadion an der Bremer Brücke ‏، يدرب النادي Claus-Dieter Wollitz ‏، ودانيال تيوني.

## وصلات خارجية
- صفحة بيانات نادي أوسنابروك على موقع كووورة، تاريخ الوصول: 25 سبتمبر 2018.
- الموقع الرسمي